# Escut de Santa Susanna
L'escut oficial de Santa Susanna té el següent blasonament:
Escut caironat: d'argent, una vall de sinople acompanyada al cap d'una estrella d'atzur. Per timbre una corona mural de poble.

## Història
Va ser aprovat el 7 de juliol de 1987 i publicat al DOGC el 24 del mateix mes amb el número 868.
L'estrella de sis puntes és el senyal tradicional de l'escut del poble. La partició de sinople simbolitza la vall de la riera de Santa Susanna.